# Chochłów
Chochłów – wieś w Polsce położona w województwie lubelskim, w powiecie hrubieszowskim, w gminie Dołhobyczów.
W latach 1975–1998 miejscowość administracyjnie należała do województwa zamojskiego. 
Wieś stanowi sołectwo gminy Dołhobyczów. Według Narodowego Spisu Powszechnego (III 2011 r.) liczyła 118 mieszkańców i była 21. co do wielkości miejscowością gminy.
Wierni Kościoła rzymskokatolickiego należą do parafii Najświętszego Serca Jezusowego w Hulczu.

## Historia

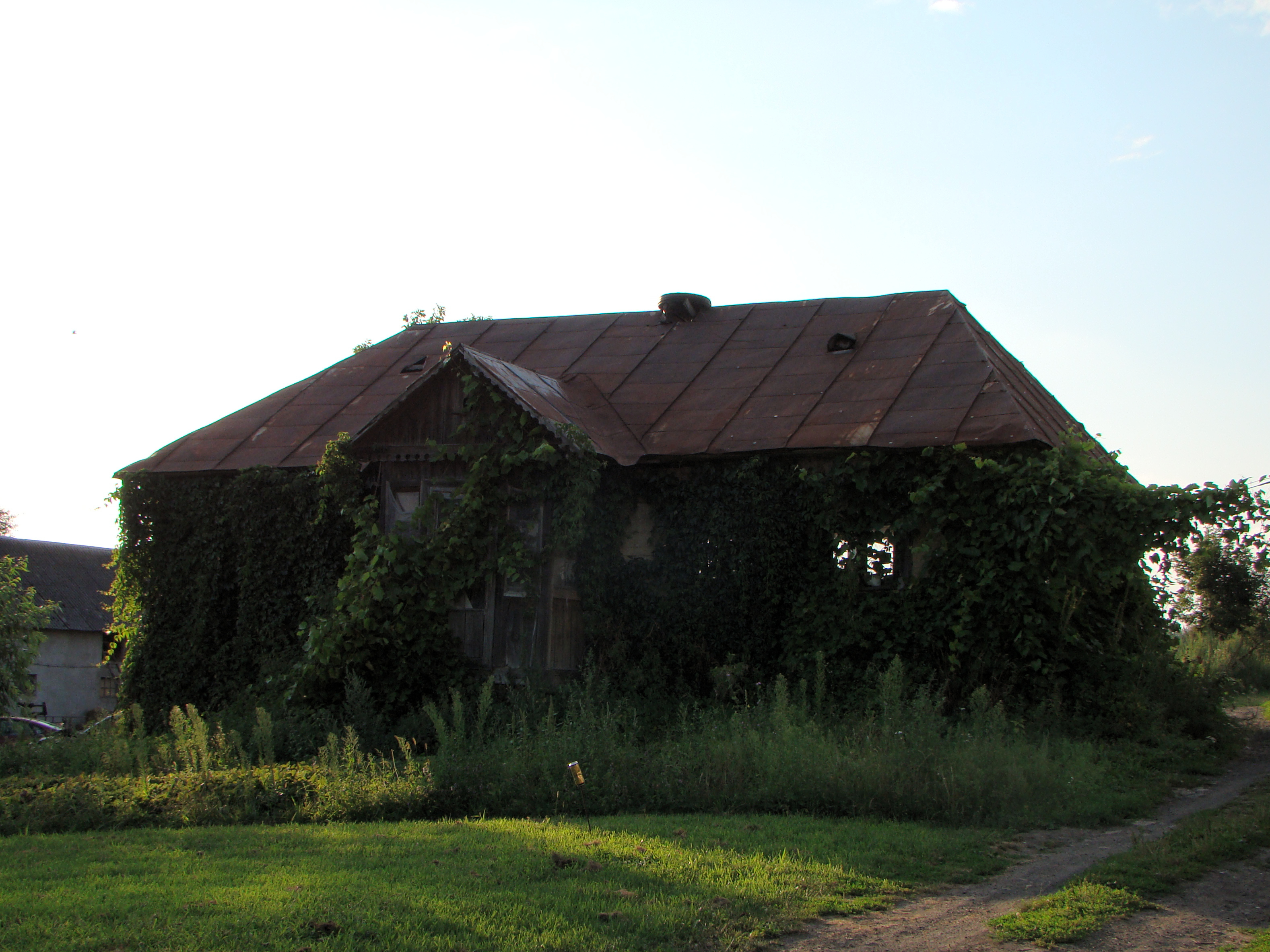
Stara chałupa

W roku  1531 wieś występuje w piśmiennictwie jako „Volhow”. Był to przysiółek  wsi Hulcze w powiecie sokalskim. W 1531 roku posiadał  Chochłów kościół parafialny łaciński. Do parafii należały wówczas wsie: Hoyce (Hulcze), Winniki, Dłużniów, Wyżłów, Liwcze i Myców. Mała wioska zlała się później w jedną całość z większym Hulczem, a parafia upadła. W spisach poborowych z roku 1578 podano: Chochłów i Hulcze w parafii Tyszowce. Szymon Mirecki (z Mircza) płacił tu od 7 1/2 łana, 4 zagrodników, 3 rzemieśłników i 8 komorników.